# Laura Gatti
Laura Gatti (Brescia, 30 giugno 2001) è una cestista italiana.
Ala-pivot di 186 cm, ha giocato in Serie A1 con Ragusa.